# 49699 Hidetakasato
49699 Hidetakasato è un asteroide della fascia principale. Scoperto nel 1999, presenta un'orbita caratterizzata da un semiasse maggiore pari a 2,3361576 UA e da un'eccentricità di 0,2730592, inclinata di 23,28007° rispetto all'eclittica.
L'asteroide è stato dedicato all'astrofilo giapponese Hidetaka Sato.